# Sjarhej Pušnjakŭ
Sjarhej Vitalevič Pušnjakŭ (in bielorusso Сяргей Віталевіч Пушнякоў?; traslitterazione anglosassone: Sergey Pushnyakov; 8 febbraio 1993) è un calciatore bielorusso, centrocampista del Nëman.

## Carriera

### Club
Con il Minsk ha debuttato nel 2011 in massima serie e il 29 agosto 2013 nella partita di Europa League contro lo Standard Liegi.

### Nazionale
Ha giocato nelle nazionali giovanili bielorusse Under-18, Under-19 ed Under-20.
Il 10 settembre 2012 ha giocato la partita Bielorussia-San Marino (1-0) valida per le qualificazioni agli Europei Under-21. Nel 2013 gioca altre 2 partite di qualificazione.

## Palmarès

### Club

#### Competizioni nazionali
- Coppa di Bielorussia: 1

Nëman: 2024-2025